# Pierre Jean David d'Angers
Pierre Jean David, zvaný David d'Angers (12. března 1788 v Angers – 5. ledna 1856 v Paříži) byl francouzský sochař.

## Život

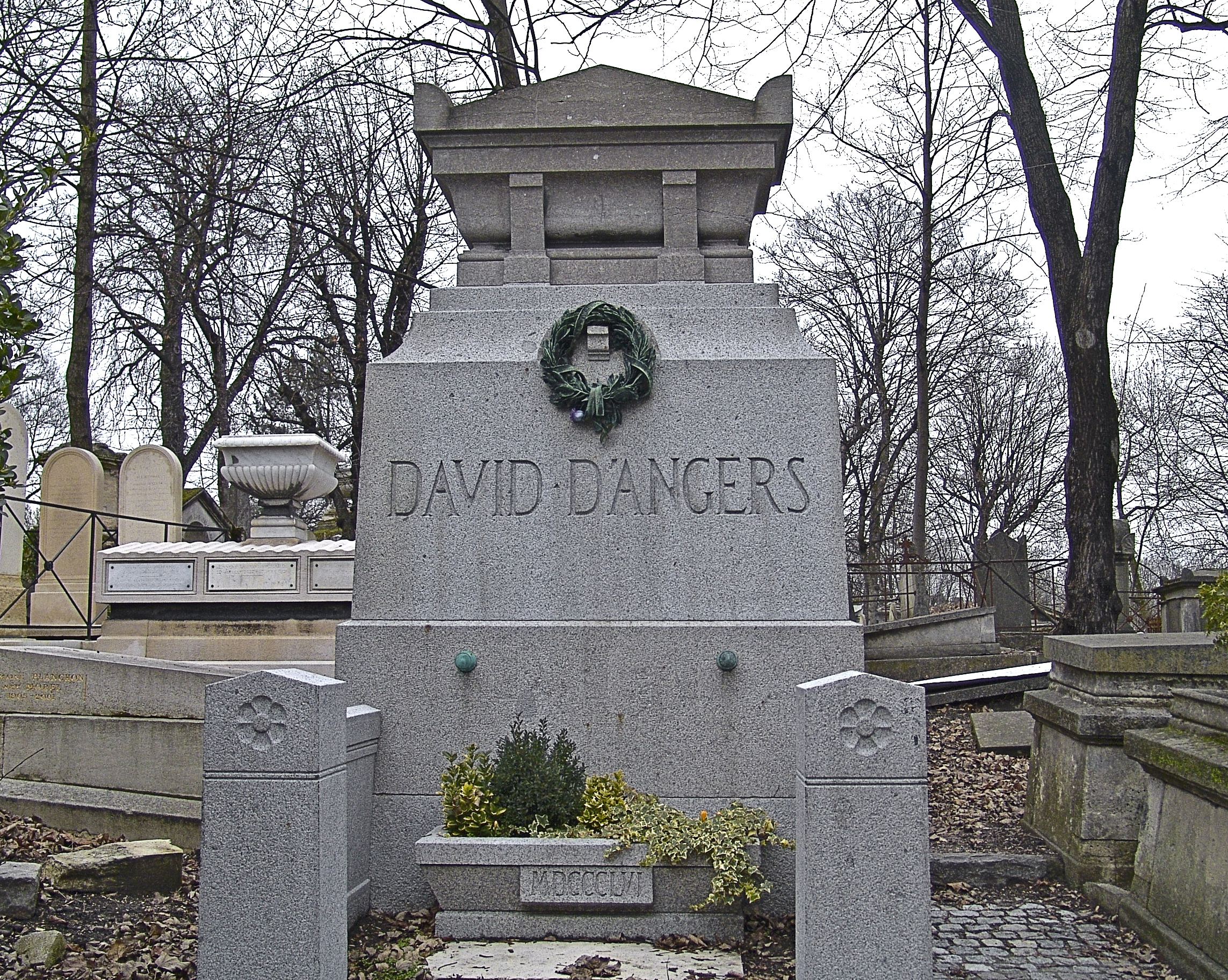
Hrob David d'Angers - Pere Lachaise hřbitově

První výuku kreslení obdržel od svého otce, povoláním řezbáře a poté odešel do Paříže, kde se pracně živil nejprve jako kameník a později jako pomocník v ateliéru sochaře Rolanda. Roku 1810 jej do svého výukového ateliéru přijal slavný malíř David. Již roku 1811 získal reliéfem Epaminondova smrt římskou cenu. V Římě jej zaujala především antika, která mu sloužila jako vzor pro raná díla. Pracoval jistý čas i v ateliéru Antonia Canovy. Teprve roku 1816 se vrátil zpět do Paříže, kde rozvinul svoji další činnost. Svou sochou Ludvíka Condé umístěnou v zámeckém parku ve Versailles, dílem nabitým tehdy nezvyklým nábojem pohybu a života, se postavil do protikladu vůči tehdy vládnoucímu klasicistnímu pojetí tvorby a pak zůstal celý život věrný svému realismu, jenž postupem času stále silněji zdůrazňoval fyziognomii pohybu a emocí. Plodnost jeho fantazie a lehkost technického projevu ovlivnily rozsah jeho díla, které nezřídka sklouzlo do rutiny.

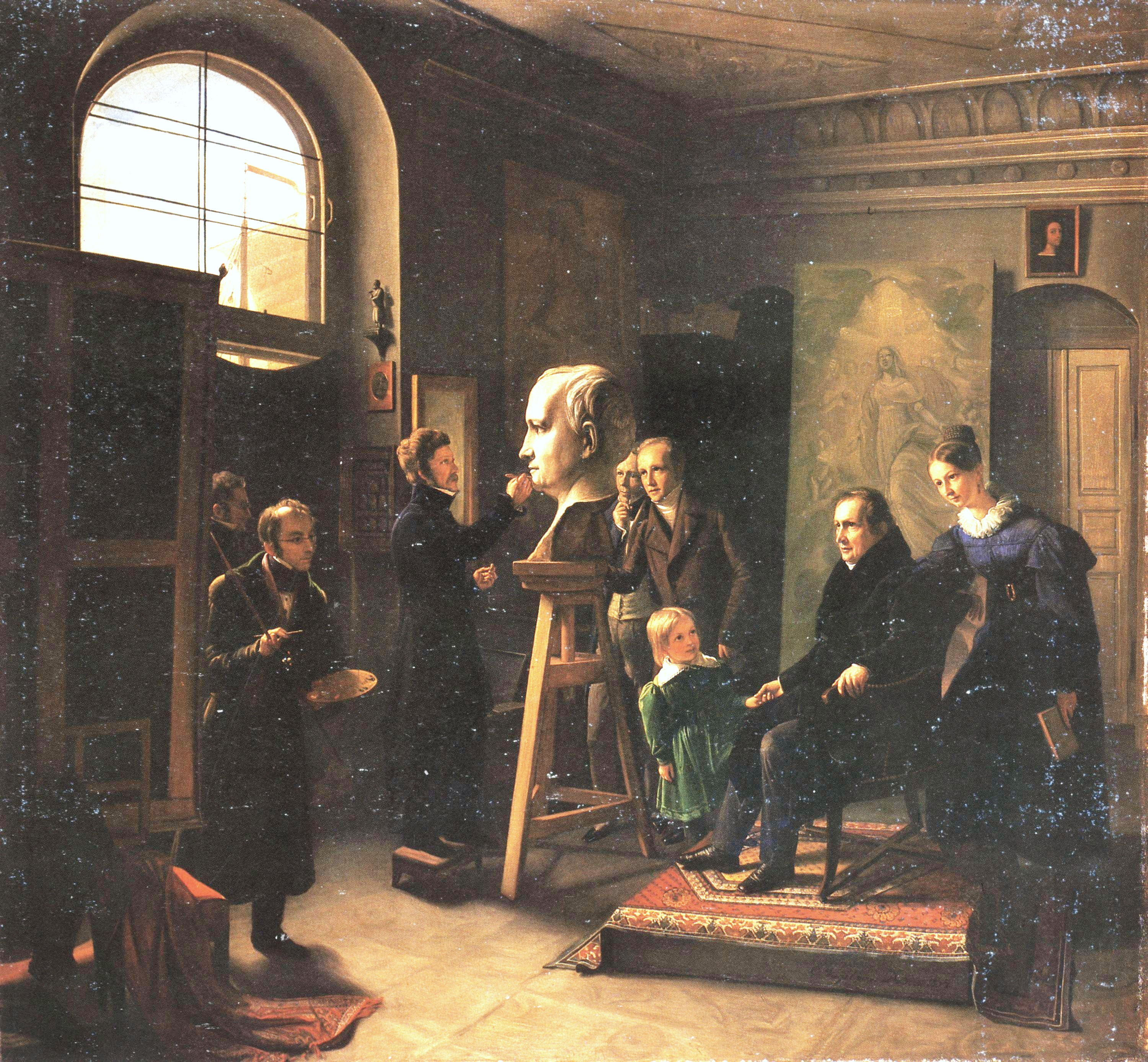
David d'Angers při práci, malba od Vogel von Vogelsteina

Roku 1828 navštívil Výmar, roku 1834 Mnichov, Stuttgart, Berlín a Drážďany. Výsledkem první cesty byla busta Johanna Wolfganga von Goetheho, z druhé cesty pocházejí busty Friedricha Wilhelma Josepha von Schellinga, Johanna Heinricha von Danneckera, Ludwiga Tiecka a Christiana Daniela Raucha, všechny v nadživotní velikosti. Goethova busta, kterou umělec roku 1831 zaslal básníkovi jako dar, je dnes vystavena ve výmarské knihovně. V letech 1835 až 1837 pracovat d'Angers na výzdobě národního pohřebiště Pantheonu v Paříži.
S věkem rostl jeho zájem o fyziognomii a on pořádal doslova hon na všechny známé i méně známé osoby a osobnosti, aby je mohl portrétovat, přinejmenším na medailonech. Jejich kompletní sbírka, jež se dnes nachází v Louvru, čítá 550 děl. Politicky byl příznivcem radikální opozice, spolu s Carnotem vydal Paměti Bertranda Barérese a byl členem konstituanty v roce 1848. Po státním převratu Napoleona III., byl vypovězen z Francie, ale později obdržel povolení k návratu a dožil v Paříži. V jeho rodném městě bylo založeno muzeum nesoucí jeho jméno, kde jsou všechna jeho díla v odlitcích či skicách. Umělcova socha v životní velikosti je dílem L. Noela.

## Z děl Davida d’Angers
- Svatá Cecilie – Paříž, 1824
- Talma – Theatre français, Paříž, 1830
- Kristus, Maria a Svatý Jan – katedrála Angers, 1830
- Mladý pastýř pozorující se ve vodě – museum Angers, 1831
- Náhrobek generála Foye Pére Lachaise – 1831
- Madamme de Stael – v sále Institutu Paříž, 1834
- Jefferson – Filadelfie, 1834
- Cuvier – Botanická zahrada Paříž, 1834
- Corneille – Rouen, 1834

Busty:

- František I. a Ambroise Parré
- Visconti
- Camille Jordan
- Pierre Auguste Beclard
- Casimir Delavigne
- Jeremy Bentham
- Fénelon
- Montesquieu
- Racine
- Jindřich II.
- Jean Casimir-Périer
- Rossini
- La Fayette
- Sieyes
- Chateubriand

Basrelief:

- Génius války a opevnění – na fontáně Náměstí Bastilly, Paříž
- Řada komických i tragických dramatiků v hledišti divadla Odéon, Paříž.

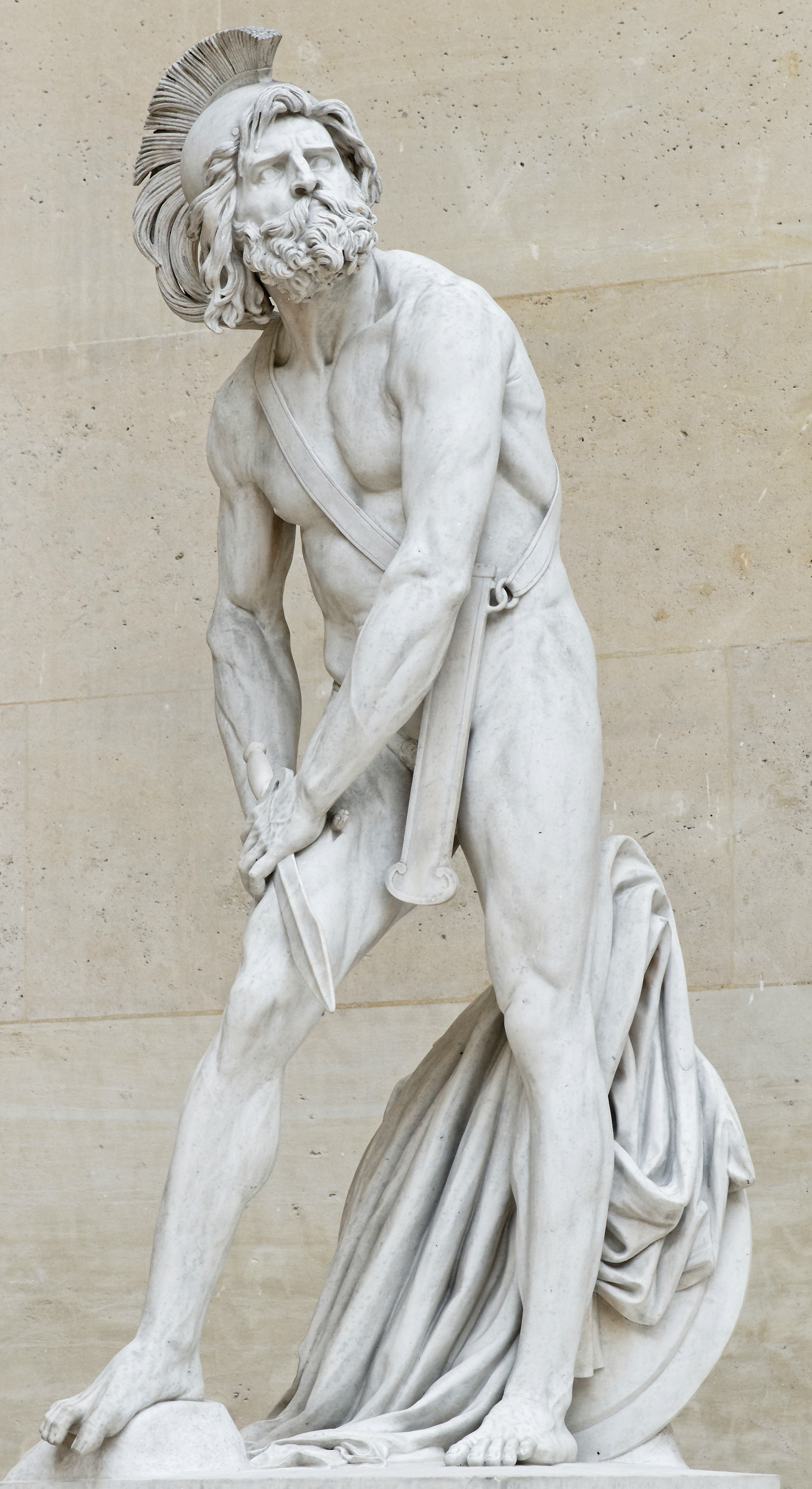
Philopoemen
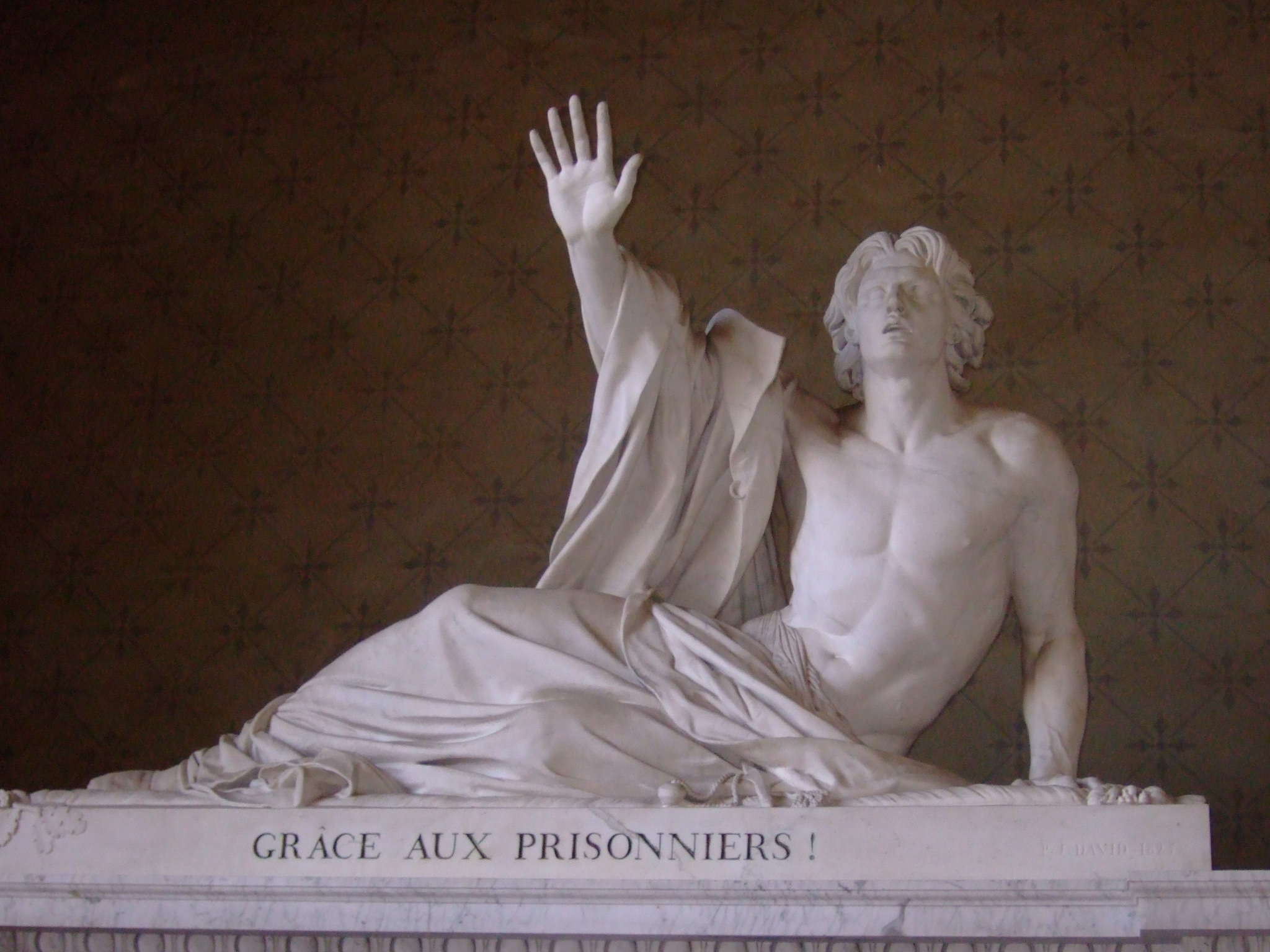
Le "pardon de Bonchamps"
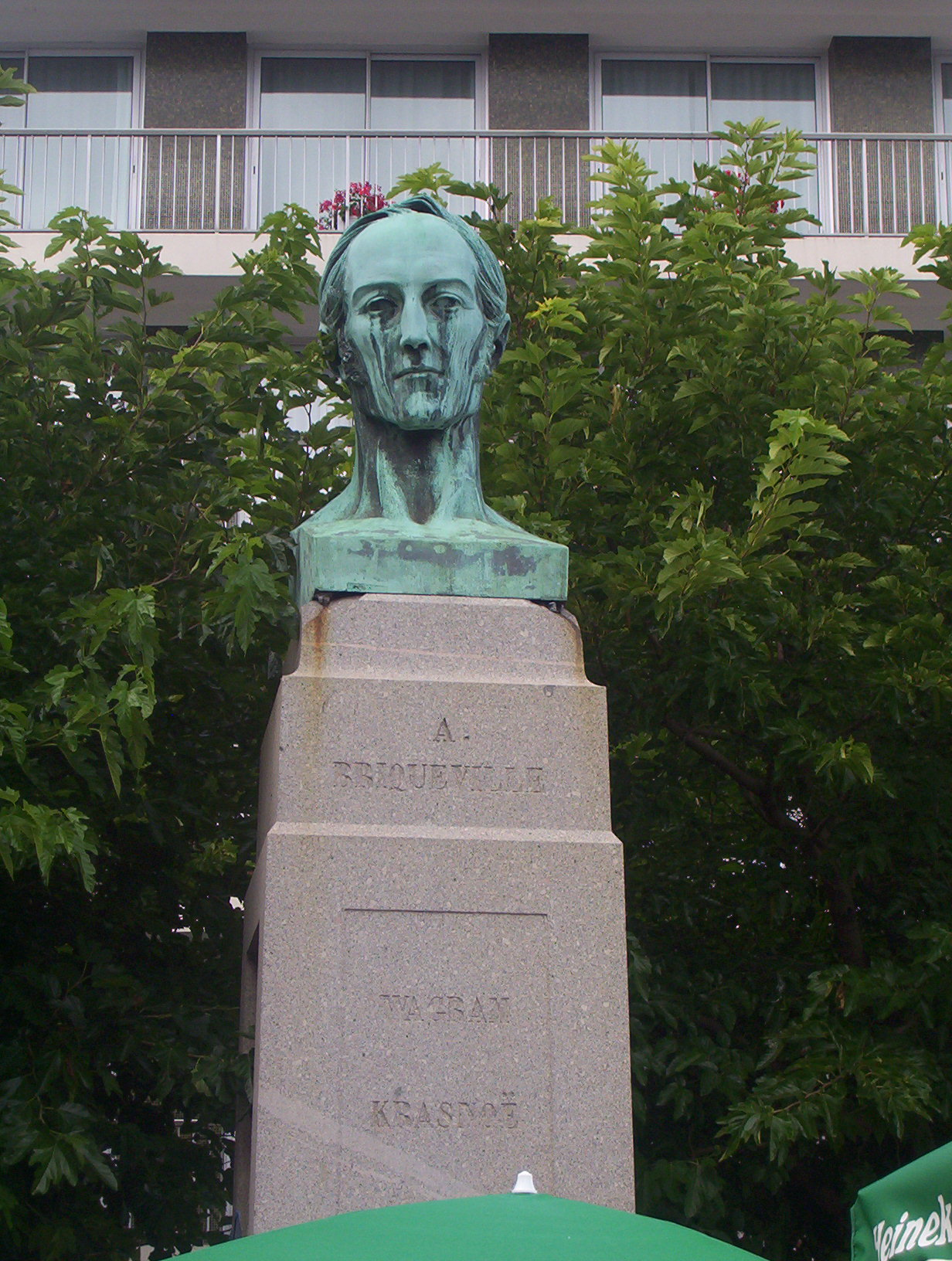
Armand De Bricqueville
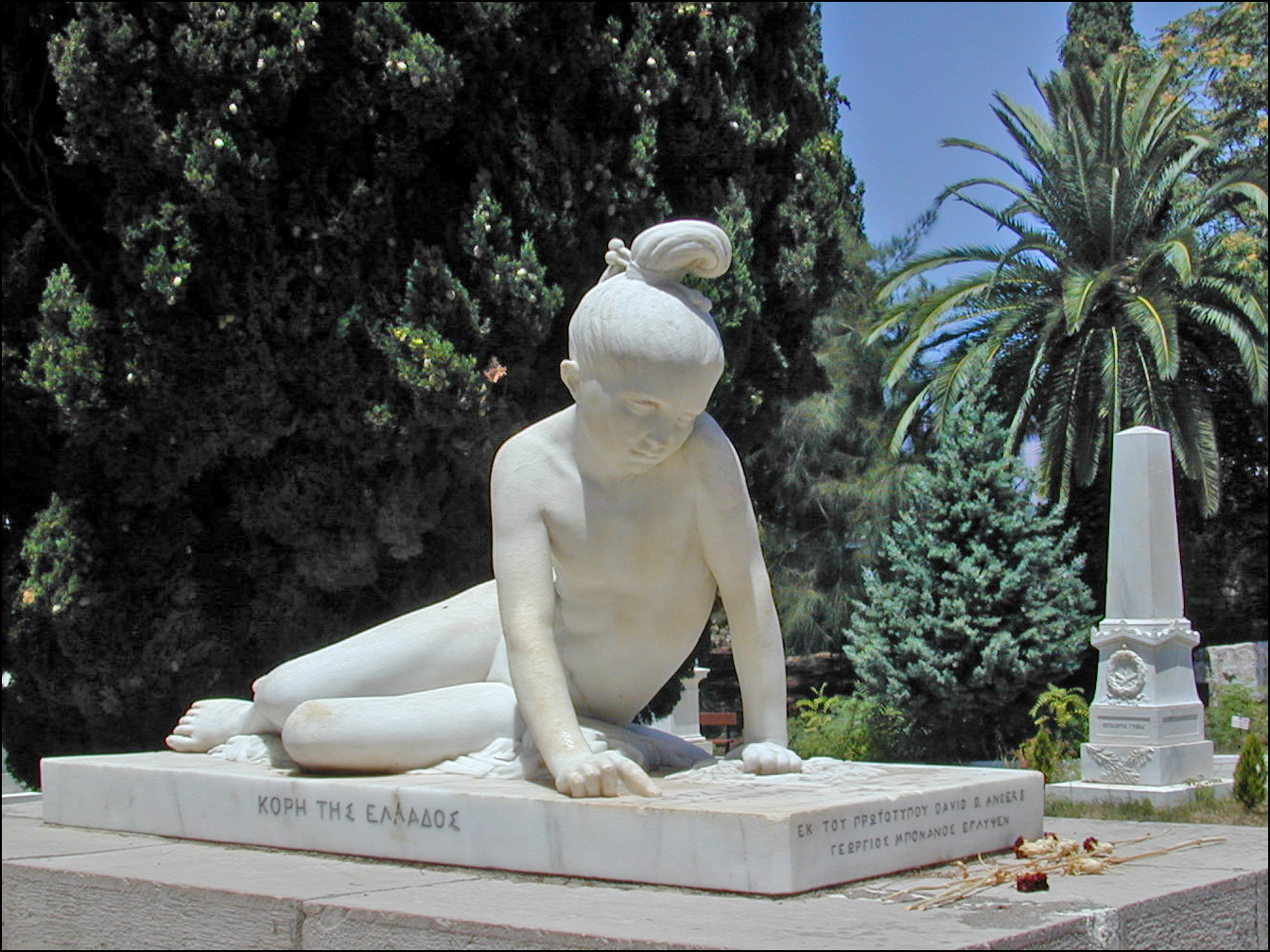
Hrobka Markose Botsarise
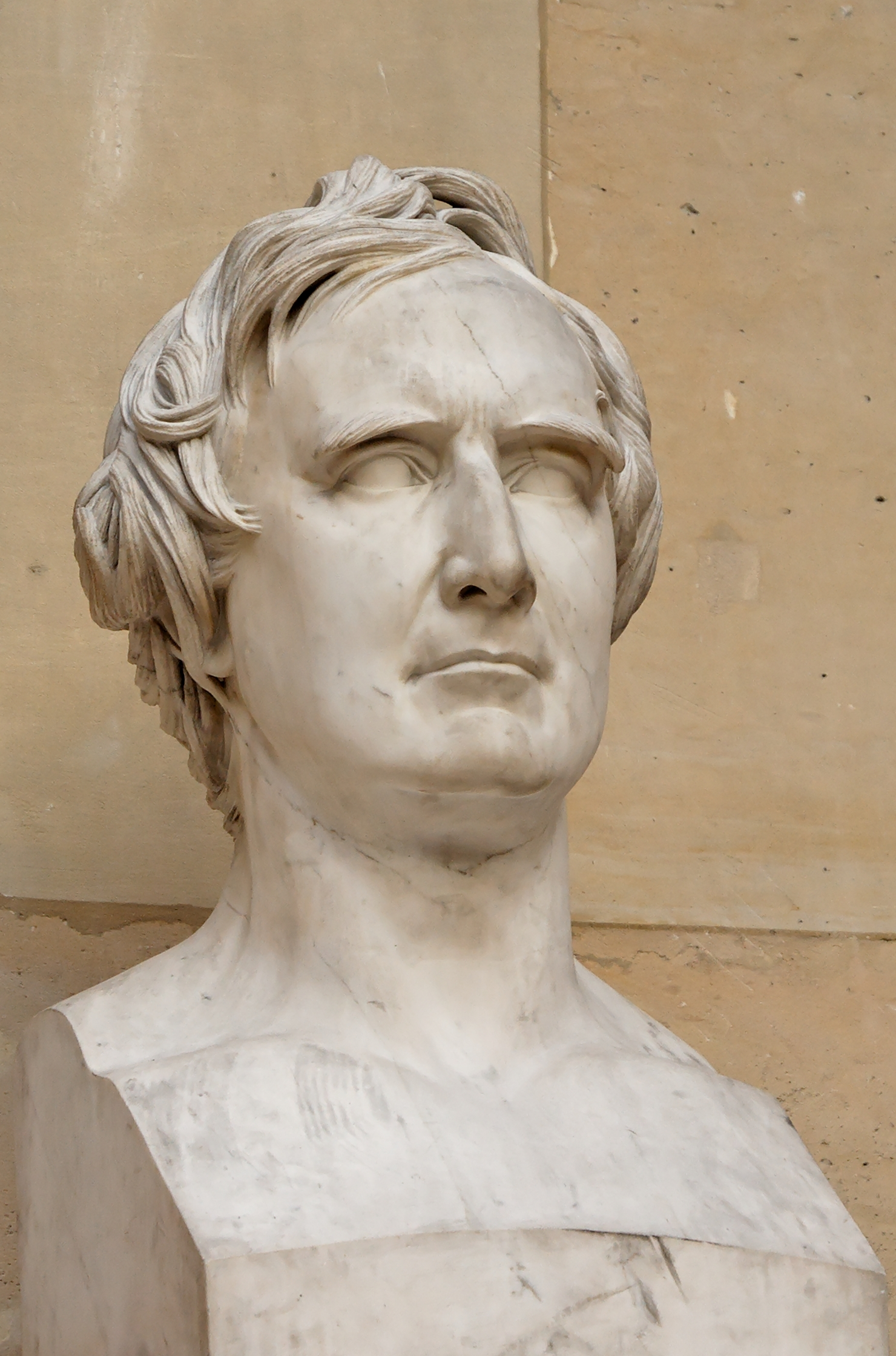
Portrét francouzského matematika, fyzika, astronoma a politika Françoise Araga (1786–1853), 1839
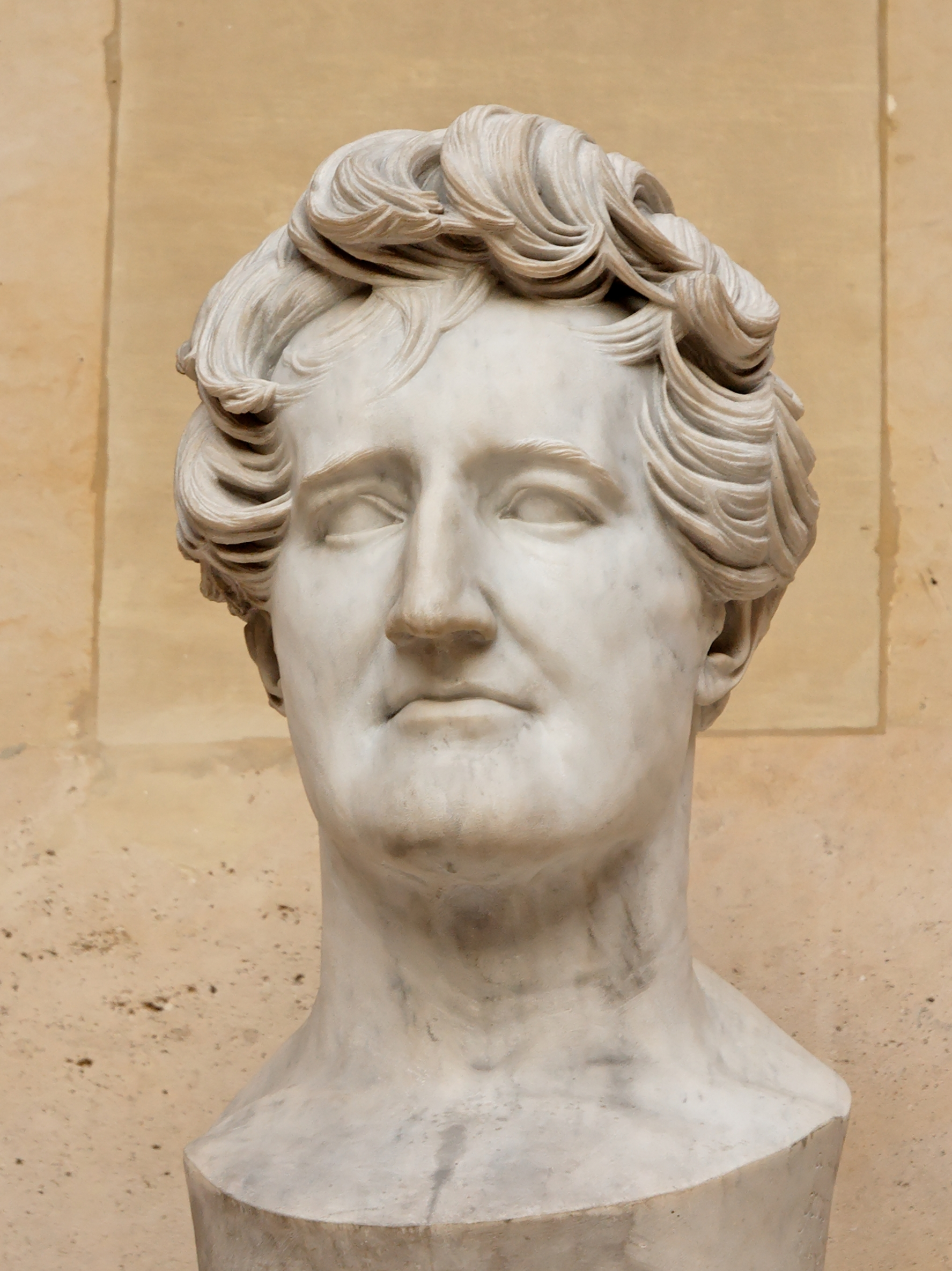
Portrét francouzského přírodovědce a zoologa Georgese Cuvier (1769–1832), 1833
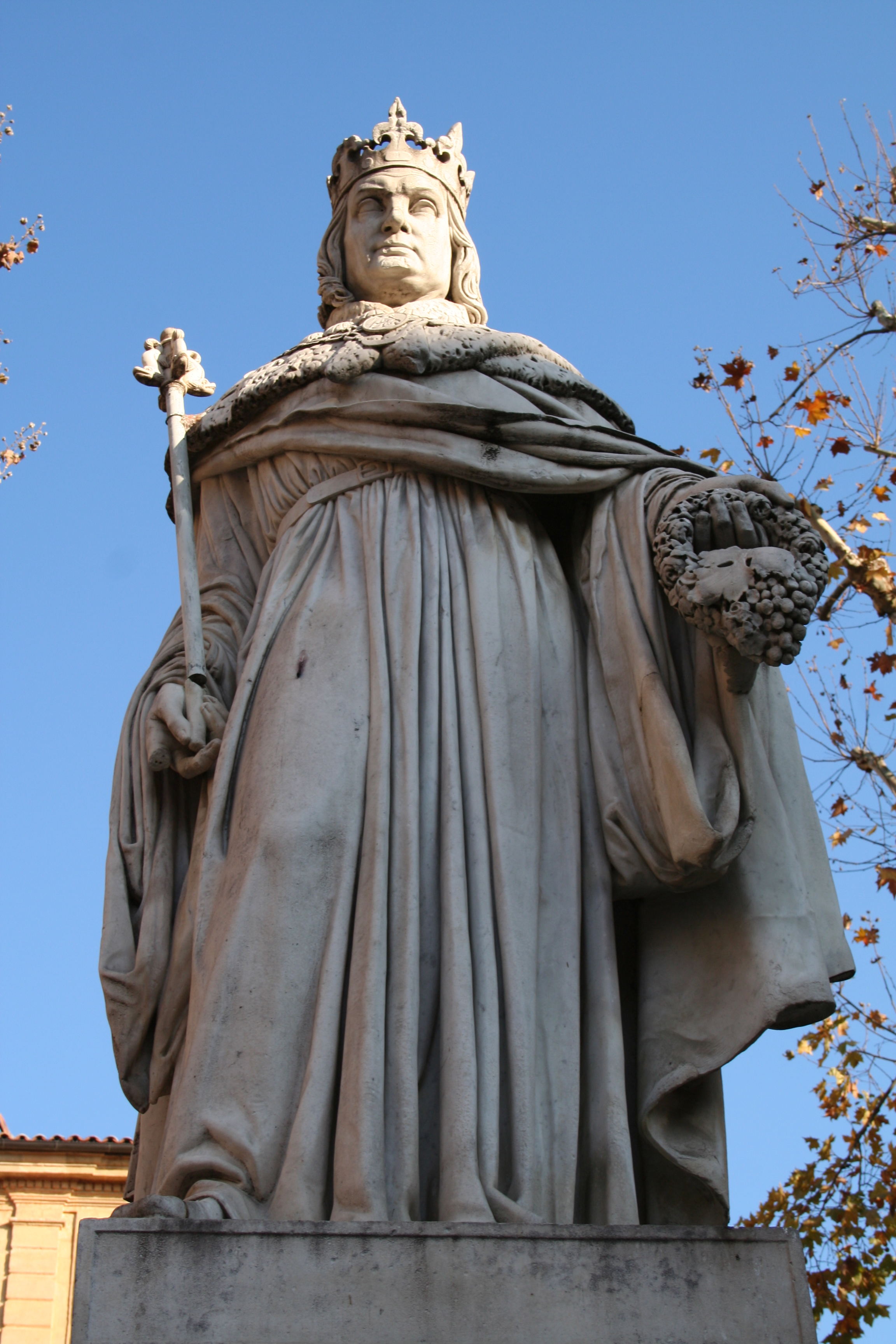
René Ier de Naples, Aix-en-Provence
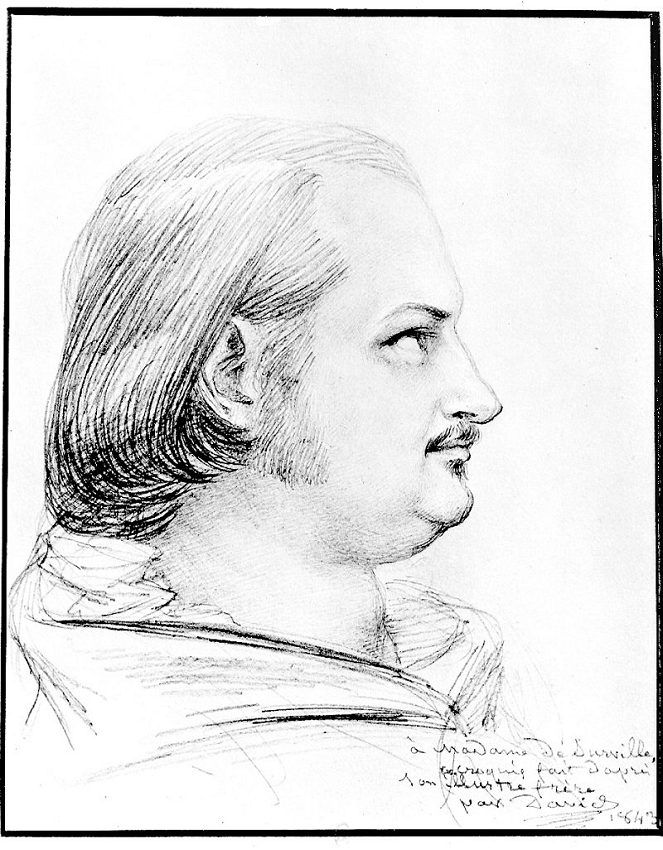
Honoré de Balzac
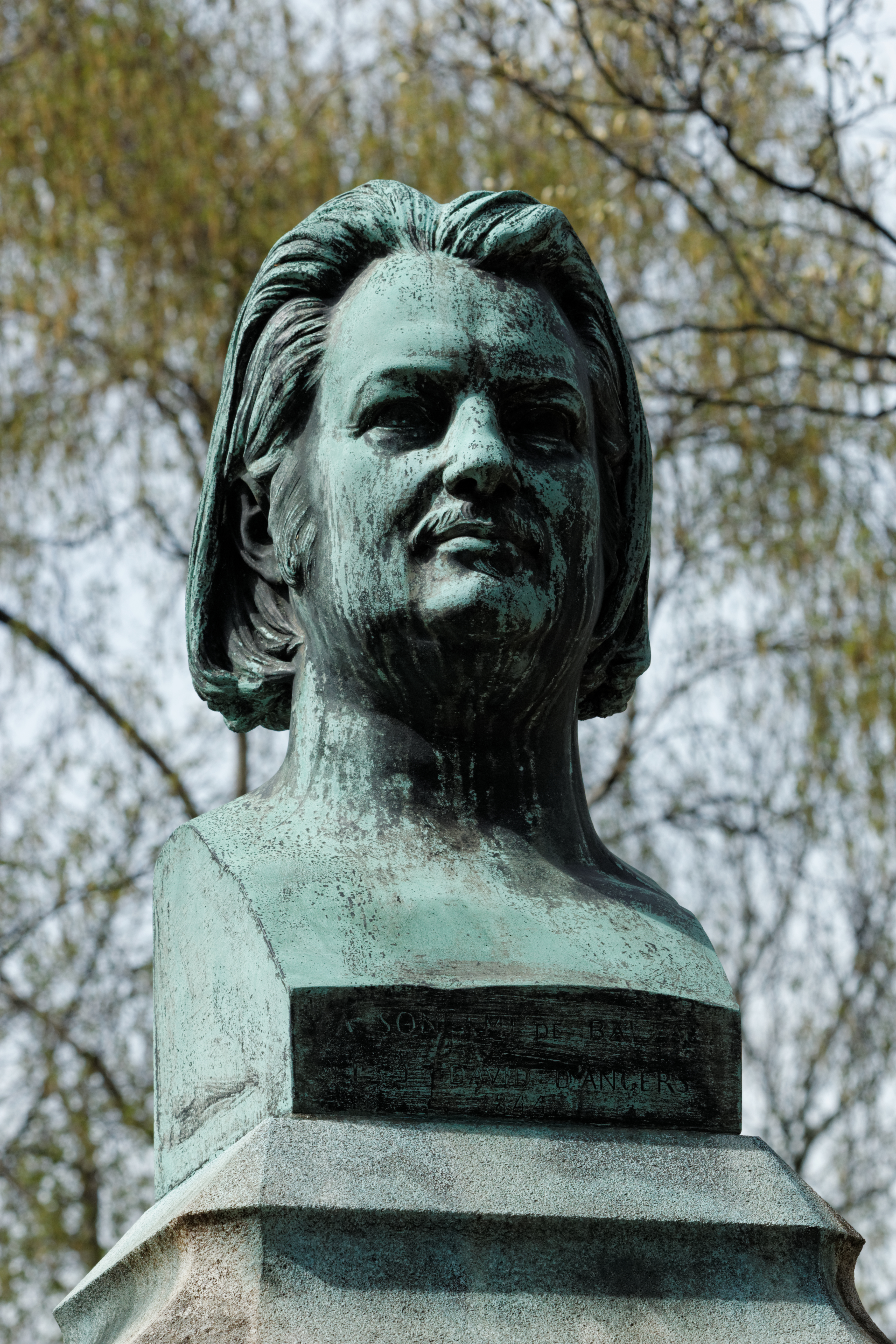
Balzac, náhrobek na hřbitově Pere-Lachaise
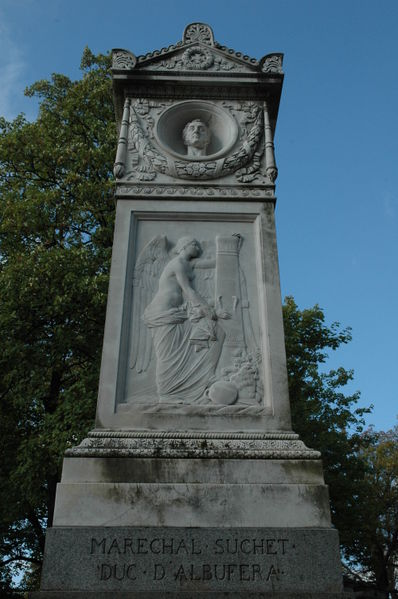
maršál Francie Louis Gabriel Suchet, náhrobek na Pere-Lachaise
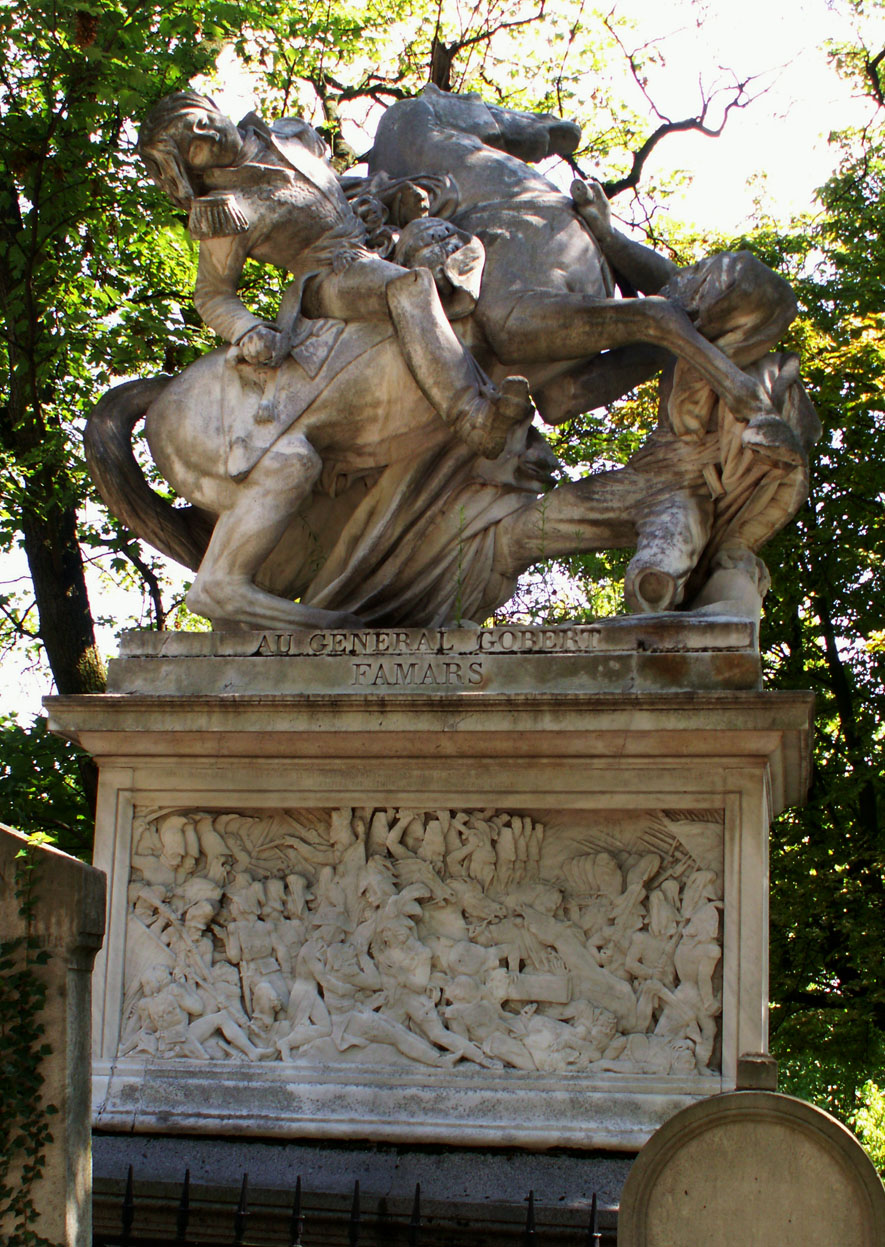
Hrob generála Jacquese Nicolase Goberta (1760-1808), hřbitov Père-Lachaise
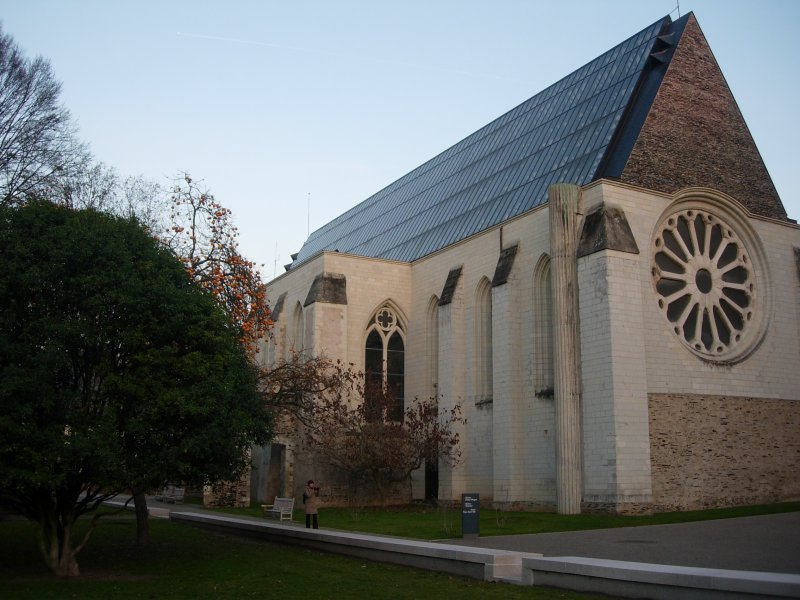
Museum Davida d'Angers, v Angers